# Stephen M. Sparkman

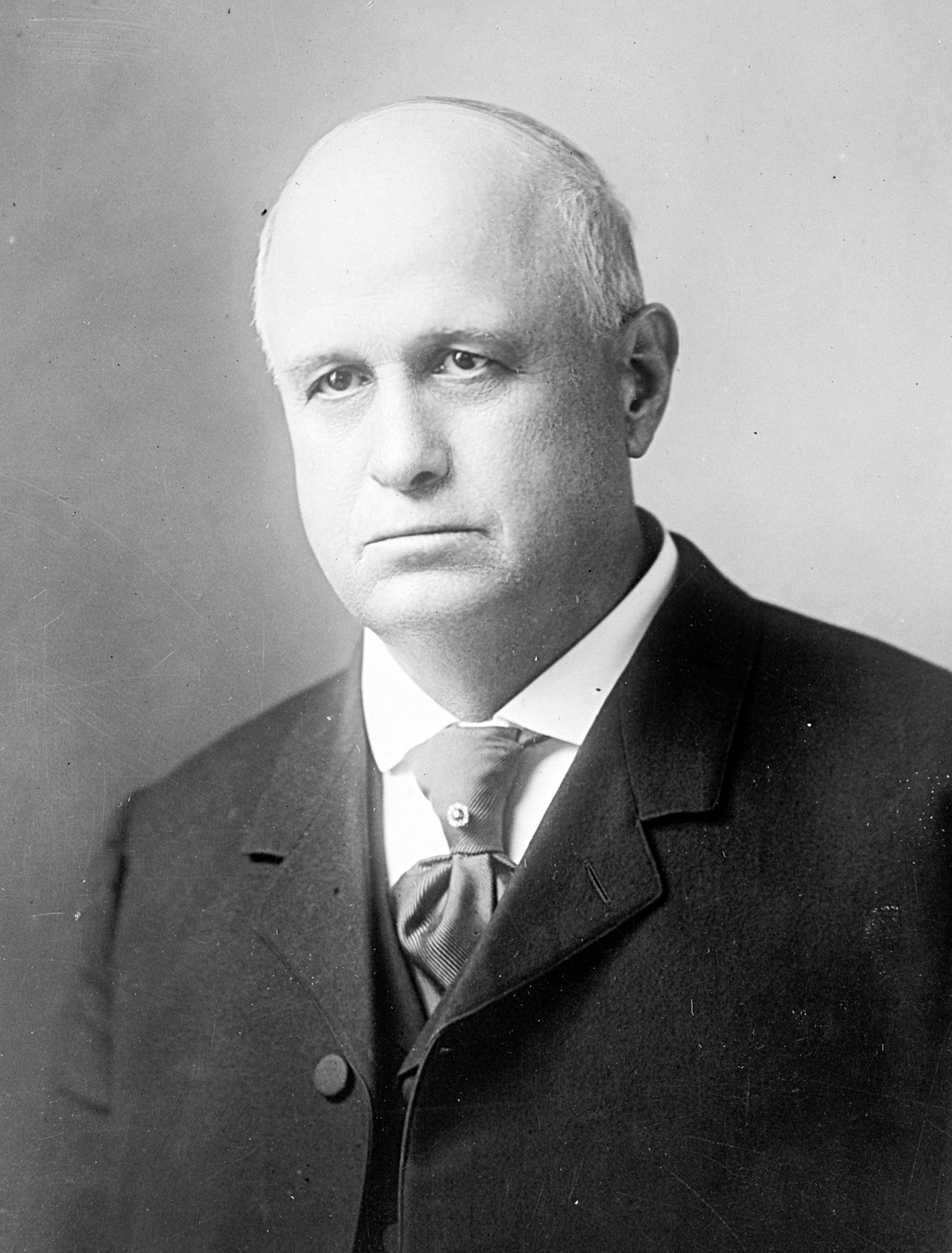
Stephen M. Sparkman

Stephen Milancthon Sparkman (* 29. Juli 1849 im Hernando County, Florida; † 26. September 1929 in Washington, D.C.) war ein US-amerikanischer Politiker. Zwischen 1895 und 1917 vertrat er den Bundesstaat Florida im US-Repräsentantenhaus.

## Werdegang
Stephen Sparkman besuchte die öffentlichen Schulen seiner Heimat und arbeitete danach zwischen 1867 und 1870 selbst als Lehrer. Nach einem anschließenden Jurastudium und seiner im Jahr 1872 erfolgten Zulassung als Rechtsanwalt begann er in Tampa in seinem neuen Beruf zu arbeiten. Zwischen 1878 und 1887 war er Staatsanwalt im sechsten Gerichtsbezirk von Florida. Im Jahr 1888 lehnte er in diesem Bezirk eine Ernennung zum Richter ebenso ab wie im Jahr 1891 eine Berufung als Richter an den Supreme Court of Florida. Politisch war Sparkman Mitglied der Demokratischen Partei. Von 1890 bis 1894 war er Mitglied in deren Bezirksvorstand, wobei er von 1890 bis 1891 auch Bezirksvorsitzender war. Von 1892 bis 1896 war Sparkman Vorsitzender der Demokraten in Florida. Im Jahr 1892 nahm er als Delegierter an der Democratic National Convention in Chicago teil, auf der der frühere Amtsinhaber Grover Cleveland noch einmal als Präsidentschaftskandidat nominiert wurde.
Bei den Kongresswahlen des Jahres 1894 wurde er im ersten Wahlbezirk von Florida in das US-Repräsentantenhaus in Washington gewählt, wo er am 4. März 1895 die Nachfolge von Stephen Mallory antrat. Nach zehn Wiederwahlen konnte er bis zum 3. März 1917 elf Legislaturperioden im Kongress absolvieren. In diese Zeit fielen unter anderem der Spanisch-Amerikanische Krieg von 1898 sowie die Verabschiedung des 16. und des 17. Verfassungszusatzes. Zwischen 1911 und 1917 war Sparkman Vorsitzender des Committee on Rivers and Harbors.
1916 verzichtete Sparkman auf eine weitere Kandidatur. In den folgenden Jahren arbeitete er wieder als Anwalt in Tampa. Bis 1920 war er auch Vorsitzender der Vereinigung der Hafenbeauftragten (Board of Port Commissioners). Er starb am 26. September 1929 in der Bundeshauptstadt Washington.